# Branche Nord-Est de la Pierriche
Pour les articles homonymes, voir Pierriche.
La Branche Nord-Est de la Pierriche est un affluent de la rive nord-ouest du lac de la Fourche, lequel est traversé par la rivière Pierriche. La Branche Nord-Est de la Pierriche traverse la partie sud du territoire non organisé de Lac-Ashuapmushuan, dans la municipalité régionale de comté (MRC) Le Domaine-du-Roy, dans la région administrative de Saguenay-Lac-Saint-Jean, au Québec, au Canada.
Ce cours d'eau fait partie du bassin versant de la rivière Saint-Maurice laquelle se déverse à Trois-Rivières sur la rive nord du fleuve Saint-Laurent.
L’activité économique du bassin versant de la Branche Nord-Est de la Pierriche est la foresterie. Le cours de la rivière coule entièrement en zones forestières. La surface de la rivière est généralement gelée de la mi-décembre à la fin mars.

## Géographie
La Branche Nord-Est de la Pierriche prend sa source à l’embouchure d’un lac sans nom (longueur : 0,6 km ; altitude : 467 m), situé dans le territoire non organisé de Lac-Ashuapmushuan.
À partir de l’embouchure de ce lac sans nom, la Branche Nord-Est de la Pierriche coule sur 16,6 km, selon les segments suivants :
- 2,2 km vers le sud, en traversant un lac sans nom (altitude : 1,3 m) sur 445 km en forme de beigne à cause d’une grande île en son centre, jusqu’au barrage à son embouchure ;
- 5,4 km vers l’est, puis vers le sud, jusqu’à la décharge (venant du nord-ouest) du lac de la Réserve ;
- 3,0 km vers le sud en traversant un barrage de retenu, jusqu’à la décharge d’un petit lac (venant du sud-ouest) ;
- 6,0 km vers le sud, en formant une grande courbe vers l'est et en recueillant les eaux de la décharge (venant du sud-ouest) du lac Martel, jusqu’à confluence de la rivière[2].

La Branche Nord-Est de la Pierriche se déverse à la hauteur du pont routier sur la rive nord-ouest du lac de la Fourche (altitude : 335 m). Ce dernier est traversé vers le sud-ouest par la rivière Pierriche. Cette confluence est située à :
- 32,1 km au nord-ouest de la centrale de Rapide-Blanc ;
- 22,4 km au nord du Réservoir Blanc ;
- 78,1 km au nord-ouest du centre-ville de La Tuque.

## Toponymie
Le toponyme Branche Nord-Est de la Pierriche a été officialisé le 7 août 1978 à la Commission de toponymie du Québec.